# ダーラム駅 (ノースカロライナ州)
ダーラム駅（英語：Durham Station ）は、アメリカ合衆国ノースカロライナ州ダーラム ウェスト・メイン・ストリート601にある駅。 全米各地を結ぶ旅客鉄道のアムトラックが乗り入れている。

## 概要
駅自体は1990年開業で当初はホームしか無かったが、アムトラックは1897年アメリカン・タバコ・カンパニーによって建設されたダーラムの歴史的なレンガ造のウォーカー倉庫を改修した新しい駅舎で2009年7月8日に営業を開始した。ウォーカー倉庫は1884年から1949年の間に建設された7棟の旧タバコ倉庫をロフトアパートやオフィス、実験室、小売店やエンターテイメント空間に用途を変更する工事を含むウェスト・ビレッジ再開発事業の一部である。ノースカロライナ州運輸省（NCDOT）は連邦政府の混雑緩和と大気改善プログラム（CMAQ）資金による125万ドルを活用し、約91メートルのホーム上屋と駅舎から延びる屋根付き通路を含む約182メートルのプラットホームを建設した。

## 利用可能な鉄道路線／列車
アムトラックの停車する列車は下記の通り。
ニューヨークとシャーロット間の昼行長距離列車カロリニアン号 …1日1往復停車
ローリーとシャーロット間の昼行中距離列車ピードモント号 …1日3往復停車

## バス
当駅から乗車できるバスは以下の通り。
中長距離バス：グレイハウンド
路線バス： ゴーダーラム (GoDurham)
路線バス： ゴートライアングル (GoTriangle)